# 스매셔
스매셔(1990년 10월 21일 ~ )는 대한민국의 DJ다.

## 방송
- DJ쇼 트라이앵글 (2017)
- WET! (2023)

## 공연
- 아일랜드 페스트 밤 - 제주 (2017)